# بادربورن 07
نادي بادربورن الرياضي 07 وهو نادي كرة قدم ألماني يتمركز في مدينة بادربورن في شمال الراين-وستفاليا في ألمانيا، تأسس في سنة 1907، ليس لهذا النادي ألقاب كثيرة إلا أنه نجح في التأهل إلى الدوري الألماني لكرة القدم الدرجة الأولى في سنة 2014.